# Norma Cruz (nhà hoạt động bảo vệ phụ nữ)
Norma Cruz (người gốc Guatemala), là nhà hoạt động nhân quyền người Guatemala nổi tiếng với công việc thường xuyên của cô là ghi lại cảnh bạo lực đối với phụ nữ.

## Nghề nghiệp
Norma Cruz là người bảo vệ nhân quyền phụ nữ rất tích cực. Công việc của cô bảo vệ nhân quyền bao gồm đứng đầu Tổ chức Fundación Sobrevivientes (Tổ chức của những người sống sót), một tổ chức quyền phụ nữ có trụ sở tại Thành phố Guatemala, kể từ khi chính thức mở cửa vào ngày 03 tháng 07 năm 1996. Mục tiêu của tổ chức này nhằm tìm cách cung cấp "hỗ trợ về mặt cảm xúc, xã hội và pháp lý cho hàng trăm nạn nhân nữ đang tìm kiếm công lý và bảo vệ". Theo Bộ Ngoại giao Hoa Kỳ, "chỉ riêng trong năm 2007, tổ chức của cô đã giúp tìm ra, truy tố và kết án 30 cá nhân do bị buộc tội giết phụ nữ. Tổ chức phi chính phủ điều hành một nơi trú ẩn của nạn nhân - một trong số ít người trong nước - và cũng chiến đấu để bảo vệ những bà mẹ có con bị bắt cóc là các thông điệp đầu tiên trong chuỗi buôn bán phụ nữ, trẻ em bất hợp pháp và sinh lợi cho việc nhận con nuôi quốc tế. " 
Đến mùa xuân năm 2011, Nhà hát Kịch Mỹ và Hệ thống của Serj Tankian của Boston đã dành riêng việc sản xuất Prometheus Bound cho Cruz và 07 nhà hoạt động khác, nói rằng "bằng cách hát câu chuyện về Prometheus, vị thần đã thách thức bạo chúa Zeus bằng cách mang lại cho loài người cả lửa và nghệ thuật, sản phẩm này hy vọng sẽ mang lại tiếng nói cho những người hiện đang bị bịt miệng, mất tự do ngôn luận hoặc bị gây nguy hiểm bởi những kẻ áp bức thời hiện đại. " 

## Các mối đe dọa
Kể từ thang 5 năm 2009, Norma Cruz đã liên tục bị các đối tượng giấu mặt đe dọa cưỡng hiếp và giết người bằng tin nhắn và điện thoại; gia đình cô cũng đã báo cáo các mối đe dọa. Mặc dù chính phủ Guatemala đã cung cấp cho cô sự bảo vệ của cảnh sát, nhưng các mối đe dọa vẫn tiếp tục, dẫn đầu Tổ chức Ân xá Quốc tế đặt tên cho công việc của cô là "trường hợp ưu tiên" vào năm 2011  Vào tháng 03 năm 2011, các văn phòng của tổ chức của cô đã bị hư hại bởi vụ tấn công ly cocktail Molotov, mặc dù không ai bị thương trong vụ này.

## Giải thưởng và danh dự
Năm 2009, Bộ Ngoại giao Hoa Kỳ đã gọi Cruz là Người phụ nữ can đảm quốc tế, tuyên bố rằng Cruz là "nguồn cảm hứng và biểu tượng của lòng can đảm và hy vọng cho phụ nữ ở Guatemala và phụ nữ ở khắp mọi nơi đang làm việc vì sự thay đổi tích cực". Cô cũng đã vinh dự nhận được giải thưởng từ Ngoại trưởng Hoa Kỳ Hillary Clinton và Đệ nhất phu nhân Michelle Obama.